# シルバン・シャー朝
シルバン・シャー朝またはマズヤド朝は861年にハイサムによって建てられたカフカス東部に位置するスンナ派イスラム王朝である。首都はシャマハ。アッバース朝混乱期に乗じて設立され、以後1067年-1382年にケスラーニー朝（ムハンマド・ブン・ヤジード）、1382年-1538年にダルバンド朝（シャイフ・イブラーヒム）と続き、サファビー朝によって滅亡させられた。